# Cerithioidea
Super-famille
Les Cerithioidea sont une super-famille de mollusques prosobranches de la classe des gastéropodes, à la position taxinomique encore peu claire.

## Liste des familles
Selon World Register of Marine Species (27 mars 2016) :
- famille Batillariidae Thiele, 1929
- famille Brachytrematidae Cossmann, 1906 †
- famille Cassiopidae Beurlen, 1967 †
- famille Cerithiidae Fleming, 1822
- famille Dialidae Kay, 1979
- famille Diastomatidae Cossmann, 1894
- famille Eustomatidae Cossmann, 1906 †
- famille Ladinulidae Bandel, 1992 †
- famille Lanascalidae Bandel, 1992 †
- famille Litiopidae Gray, 1847
- famille Maoraxidae Bandel, Gründel & Maxwell, 2000 †
- famille Melanopsidae H. Adams & A. Adams, 1854
- famille Metacerithiidae Cossmann, 1906 †
- famille Modulidae P. Fischer, 1884
- famille Pachychilidae P. Fischer & Crosse, 1892
- famille Paludomidae Stoliczka, 1868
- famille Pelycidiidae Ponder & Hall, 1983
- famille Pickworthiidae Iredale, 1917
- famille Planaxidae Gray, 1850
- famille Pleuroceridae P. Fischer, 1885 (1863)
- famille Popenellidae Bandel, 1992 †
- famille Potamididae H. Adams & A. Adams, 1854
- famille Procerithiidae Cossmann, 1906 †
- famille Propupaspiridae Nützel, Pan & Erwin, 2002 †
- famille Prostyliferidae Bandel, 1992 †
- famille Scaliolidae Jousseaume, 1912
- famille Semisulcospiridae Morrison, 1952
- famille Siliquariidae Anton, 1838
- famille Thiaridae Gill, 1871 (1823)
- famille Turritellidae Lovén, 1847
- Cerithioidea non assignés

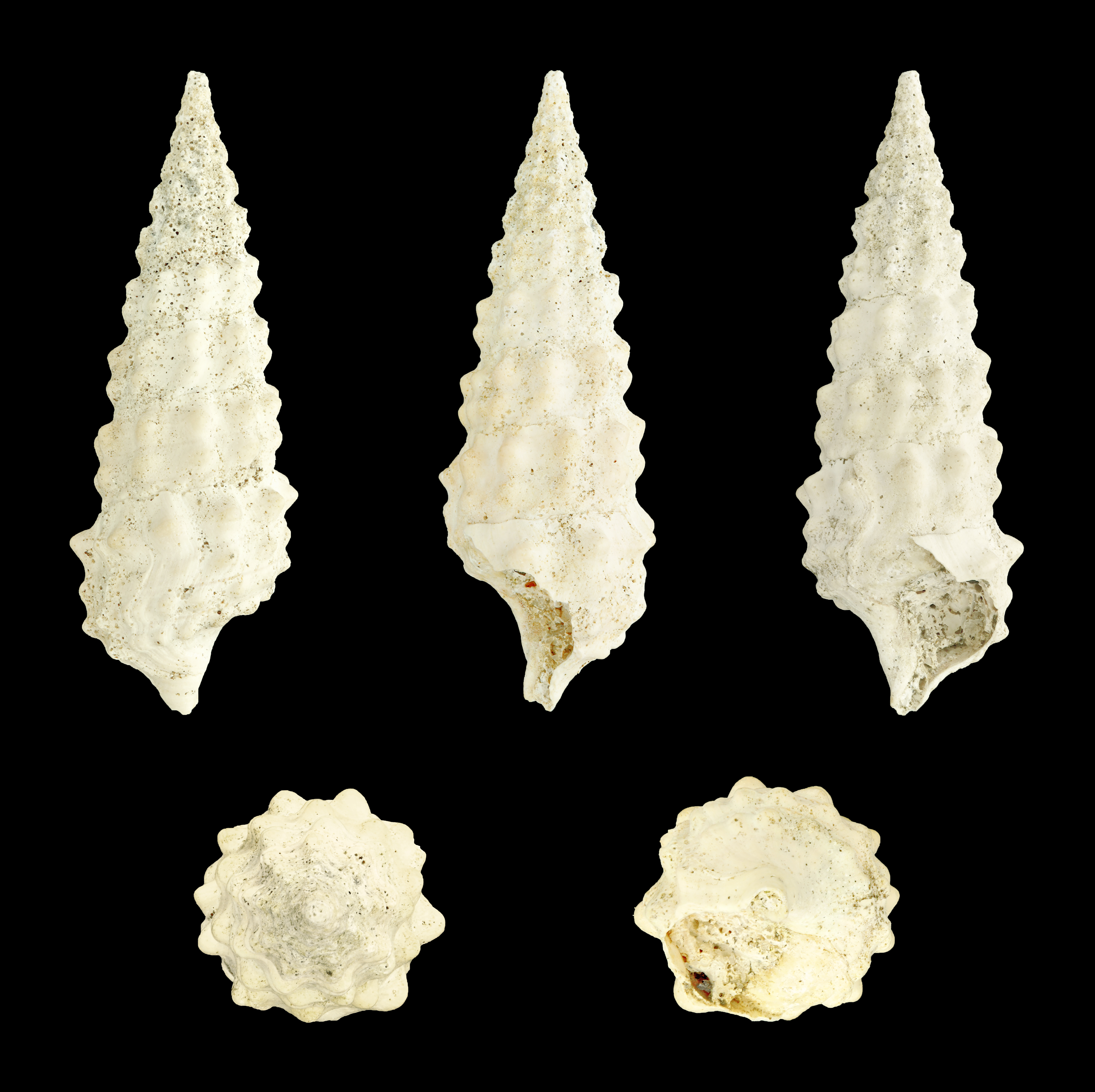
Batillaria pleurotomoides (Batillariidae).
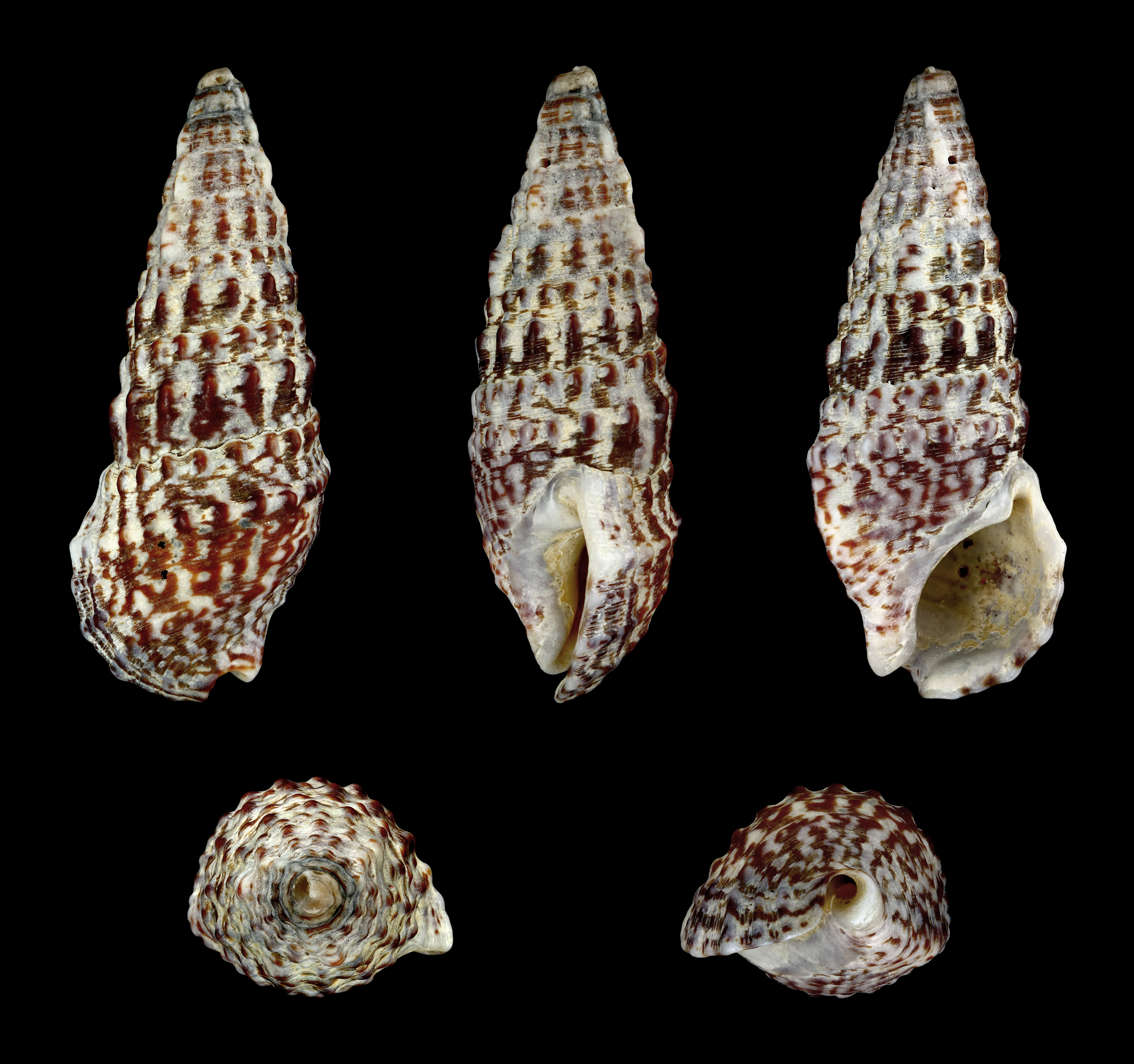
Cerithium vulgatum (Cerithiidae).
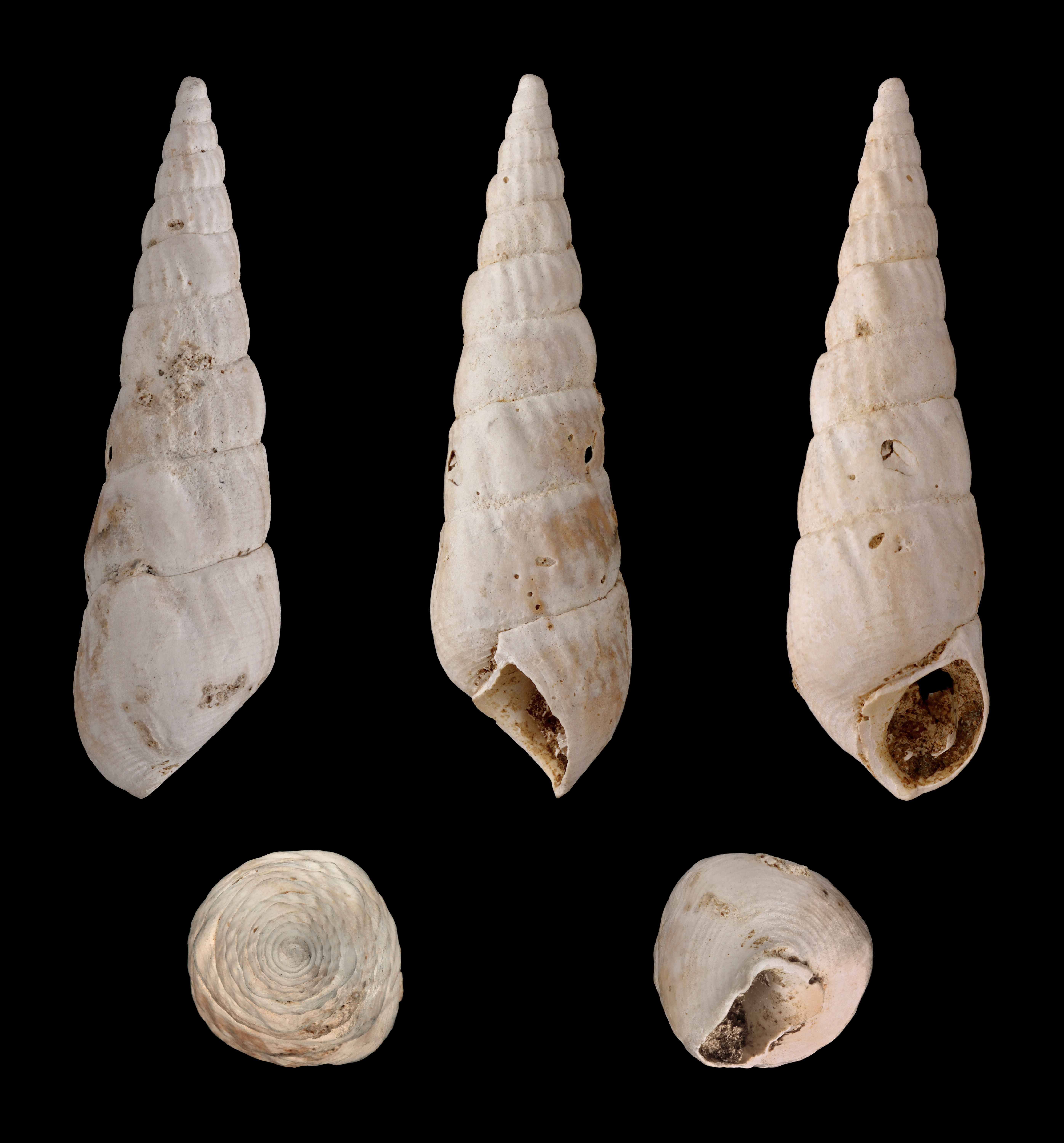
Diastoma costellatum (Diastomatidae).
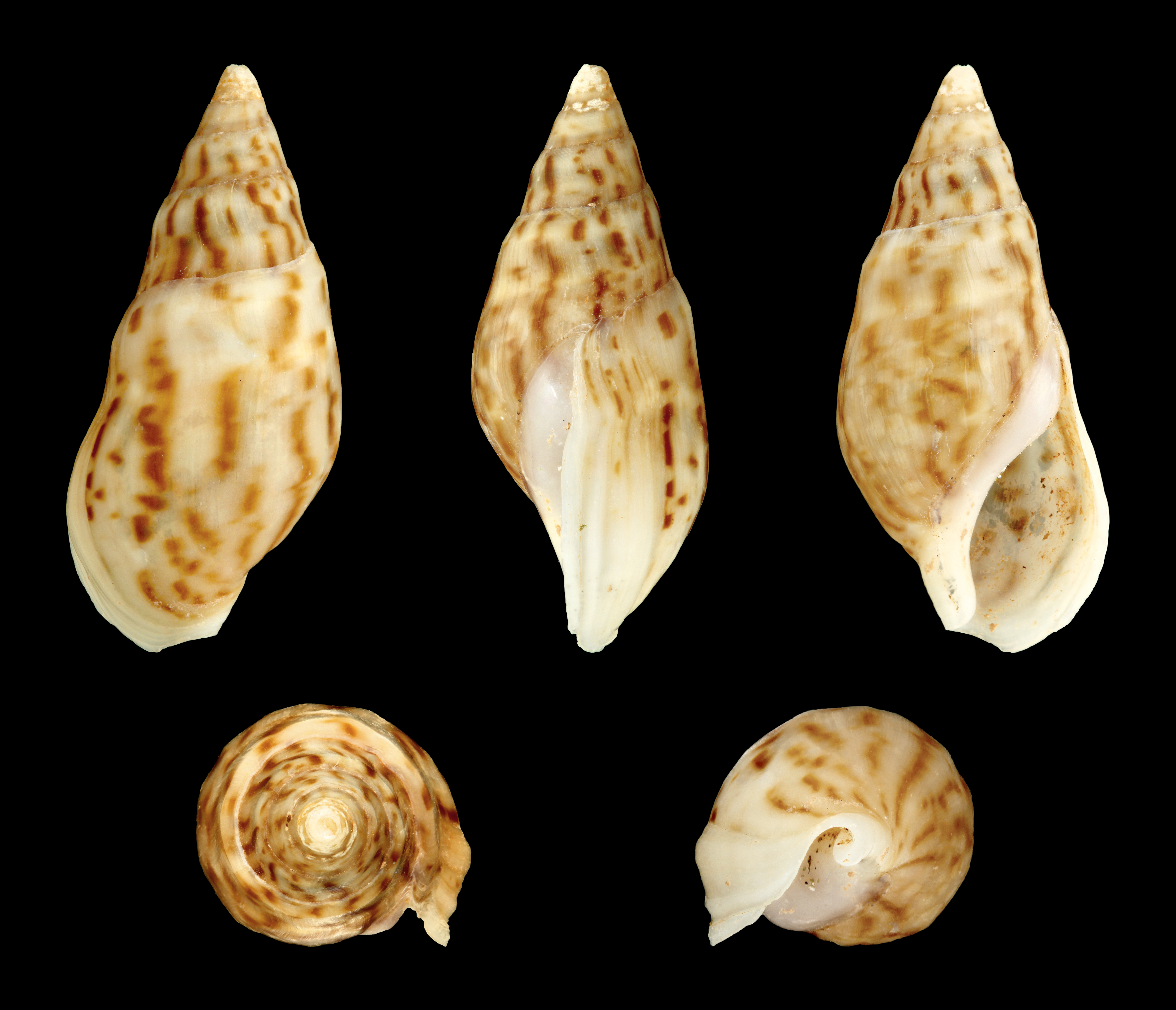
Melanopsis foleyi (Melanopsidae).
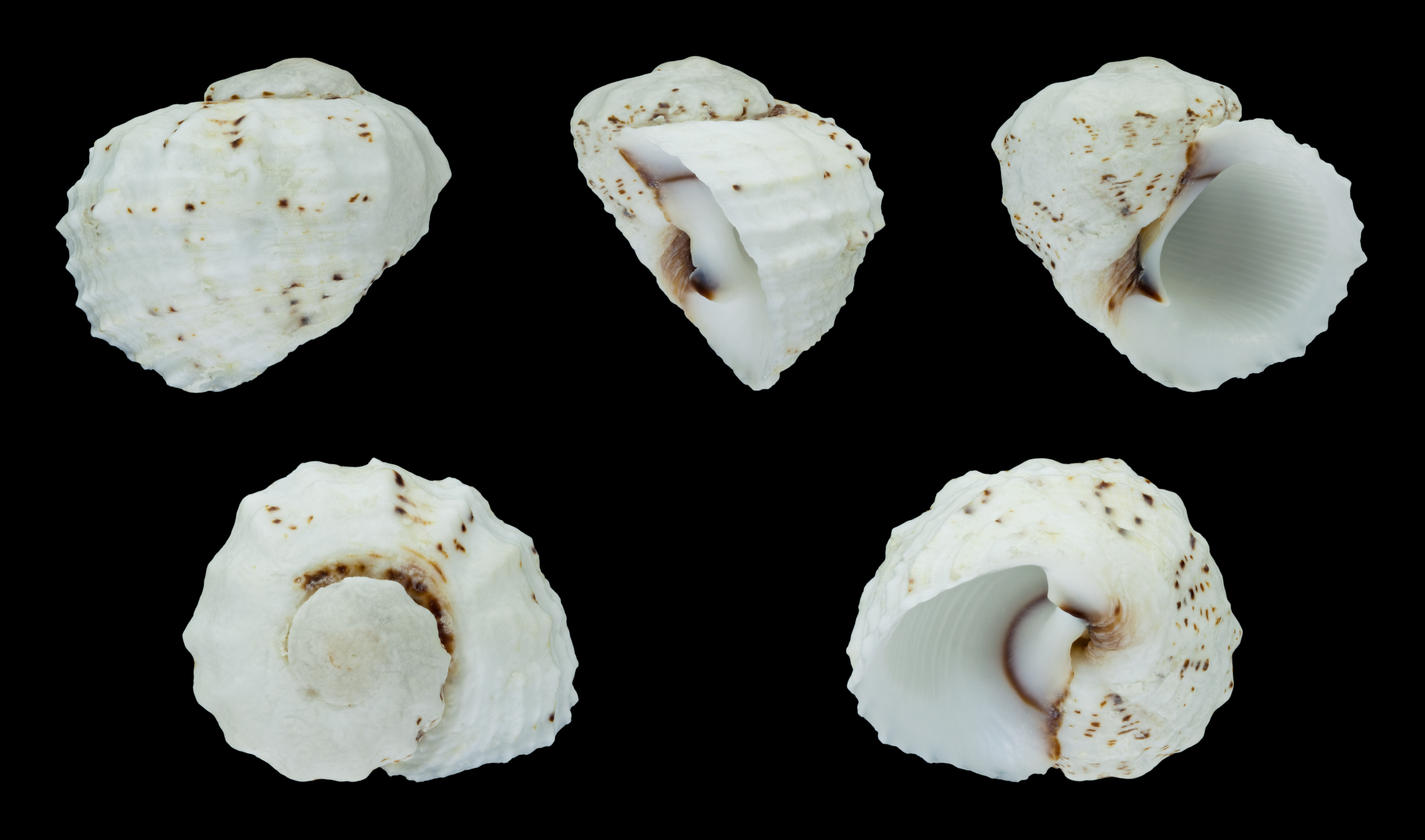
Indomodulus tectum (Modulidae).
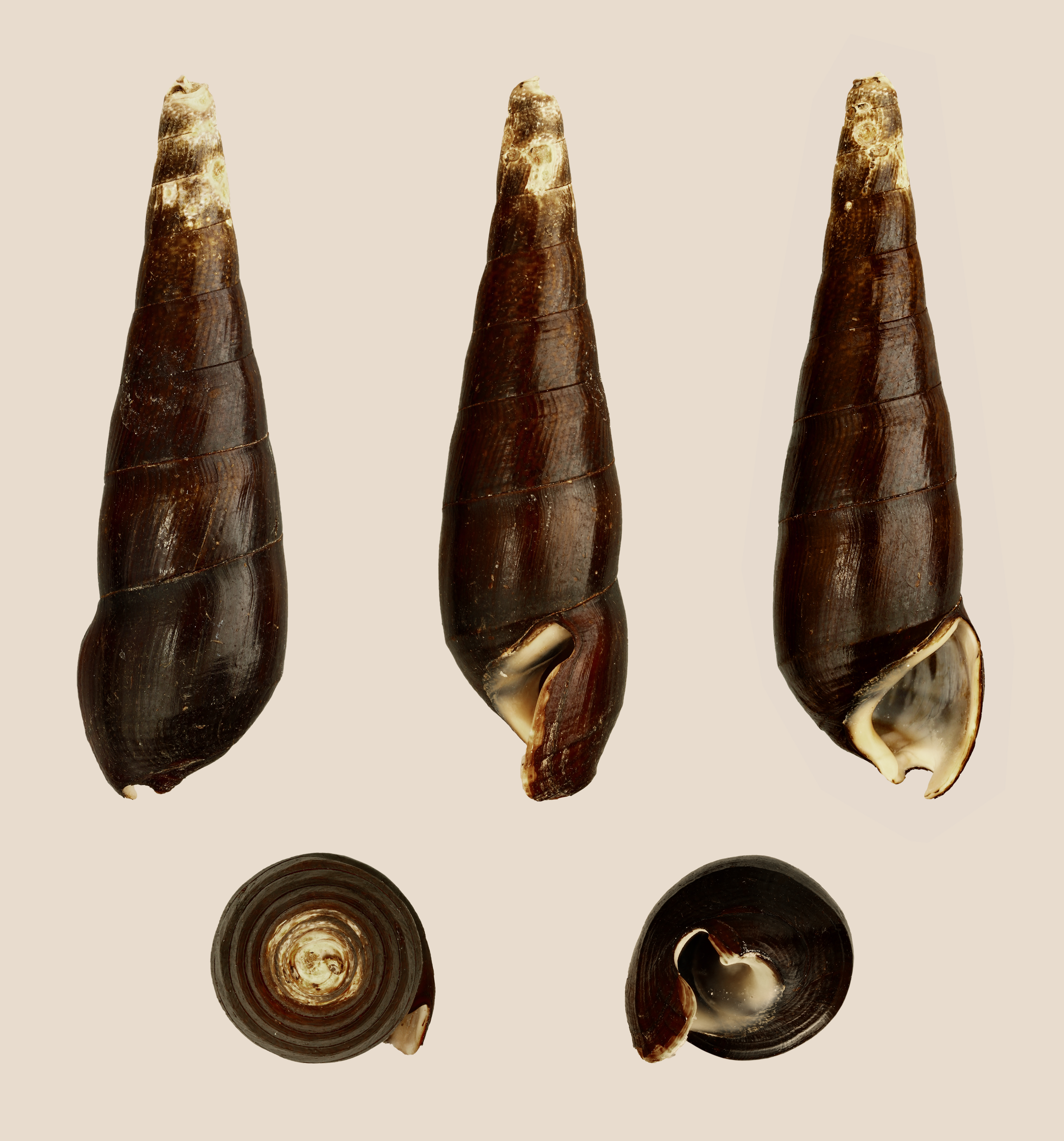
Faunus ater (Pachychilidae).
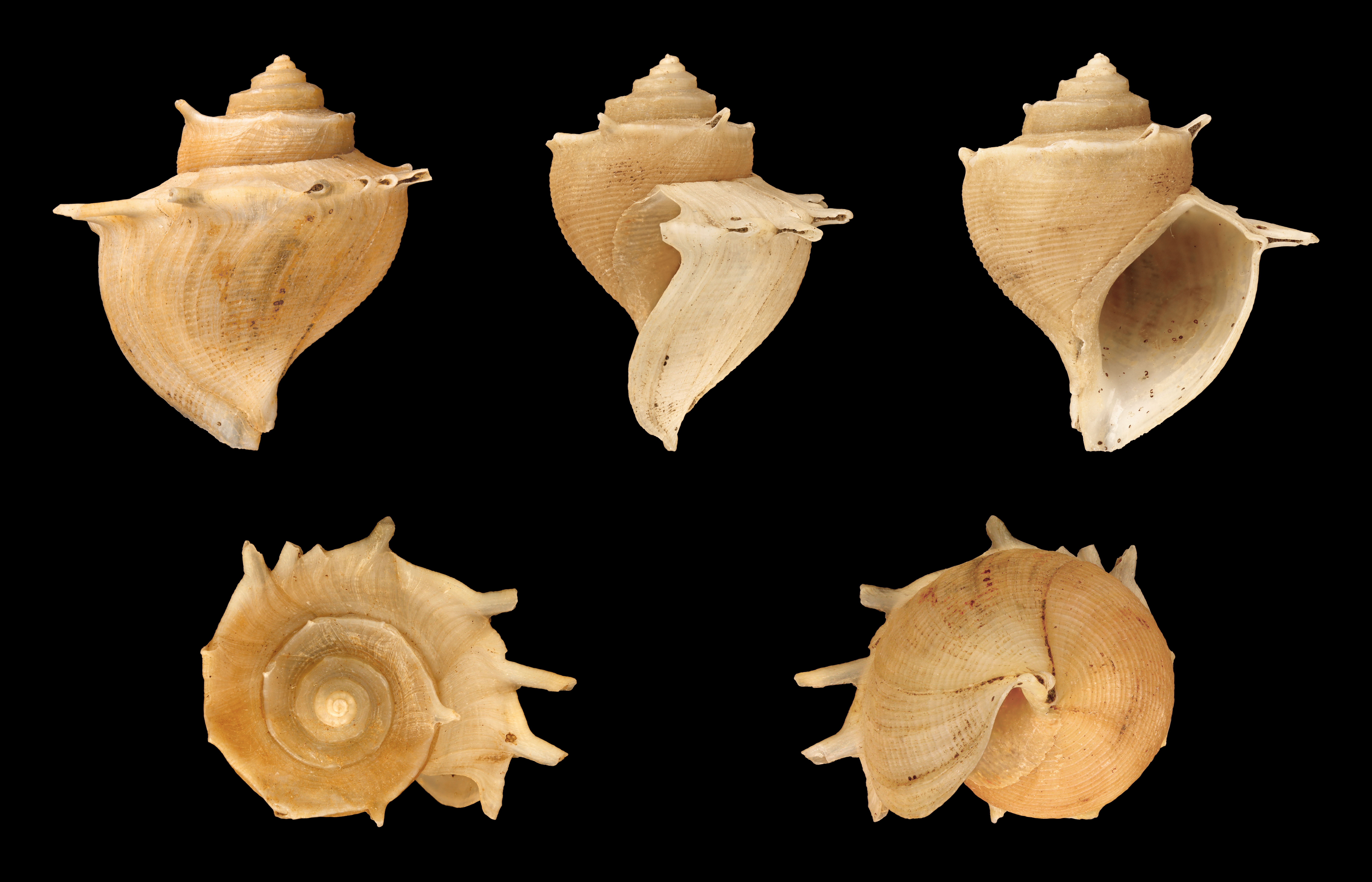
Tiphobia horei (Paludomidae).
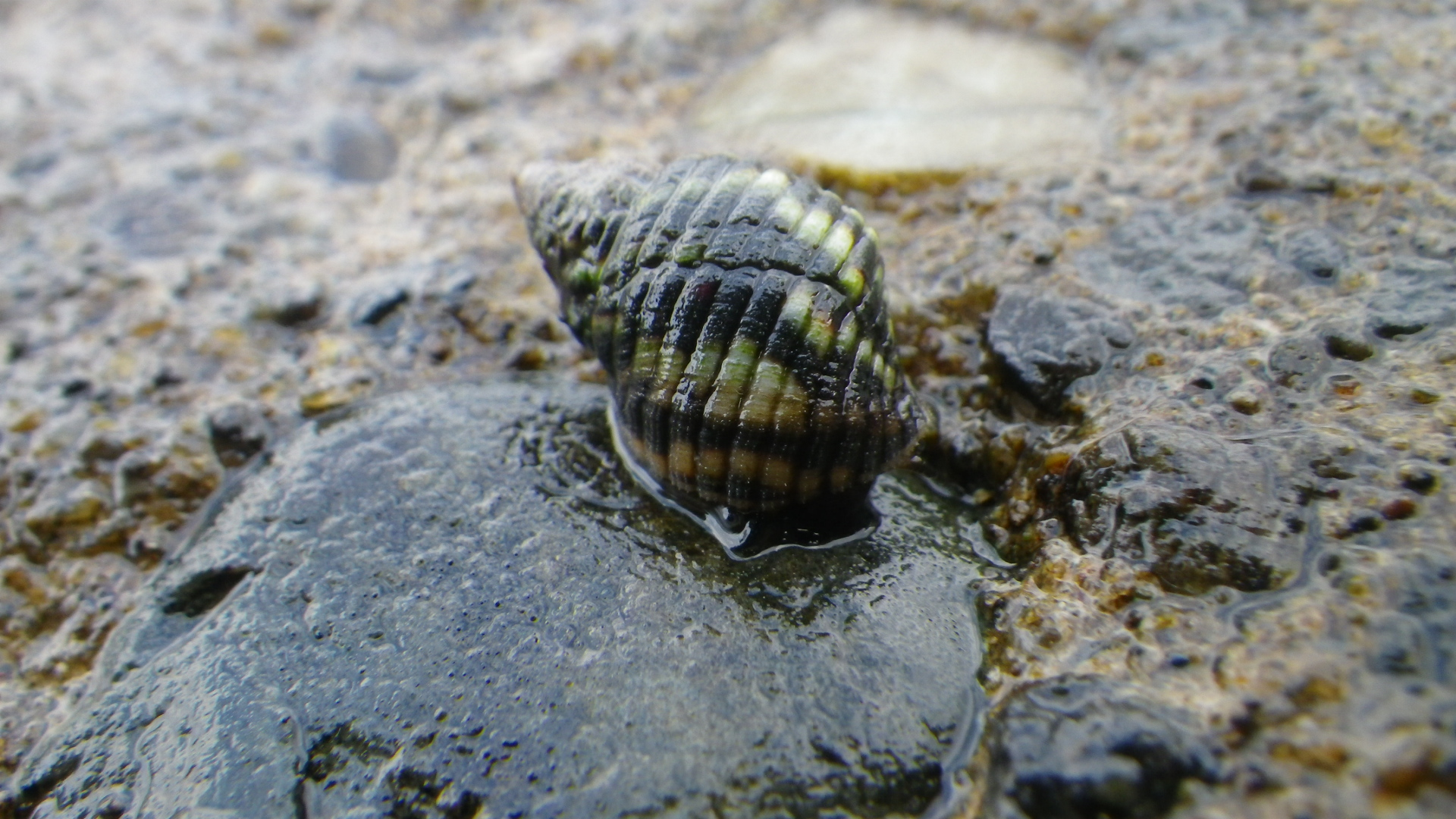
Planaxis sulcatus (Planaxidae).
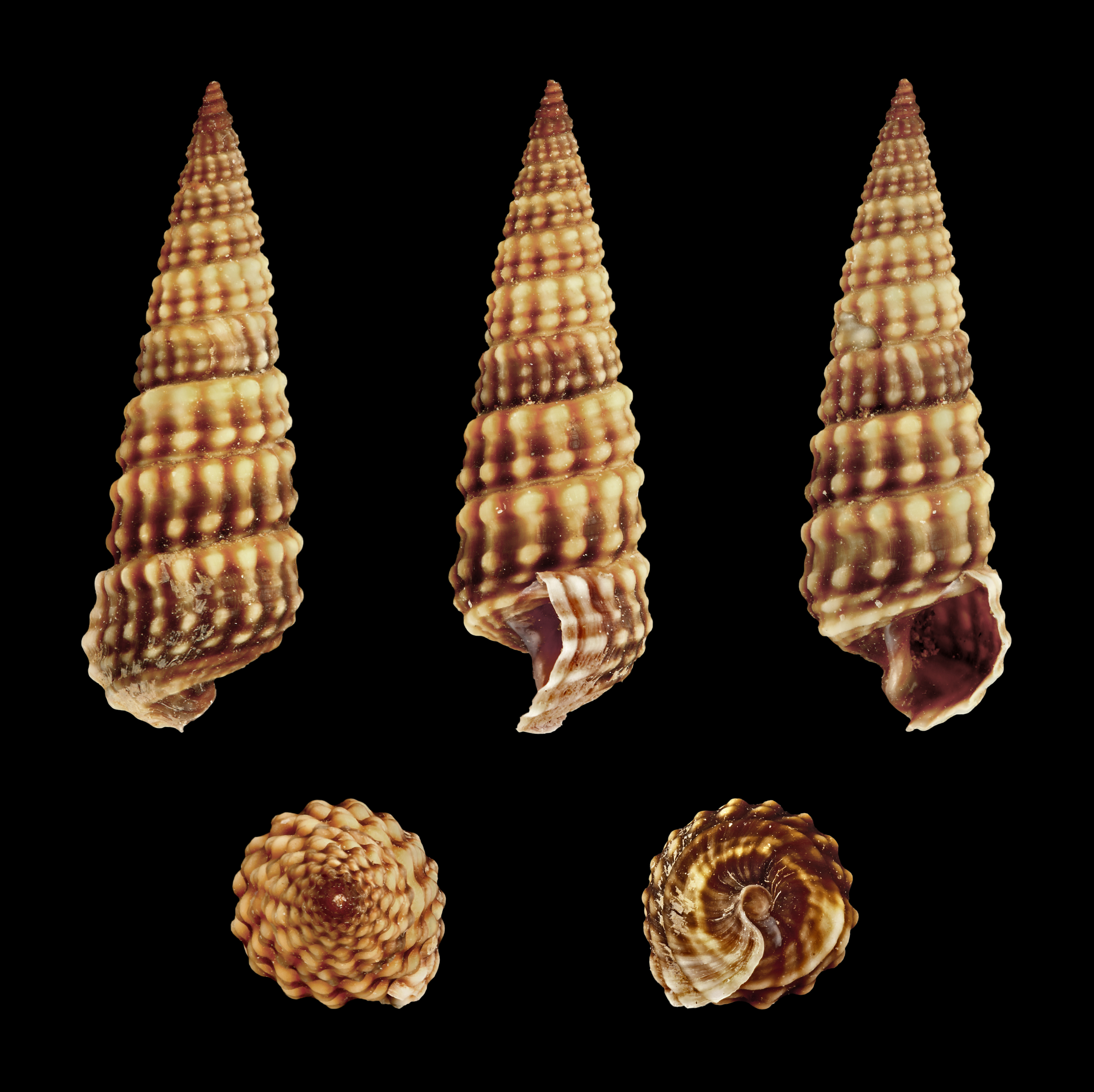
Potamides conicus (Potamididae).
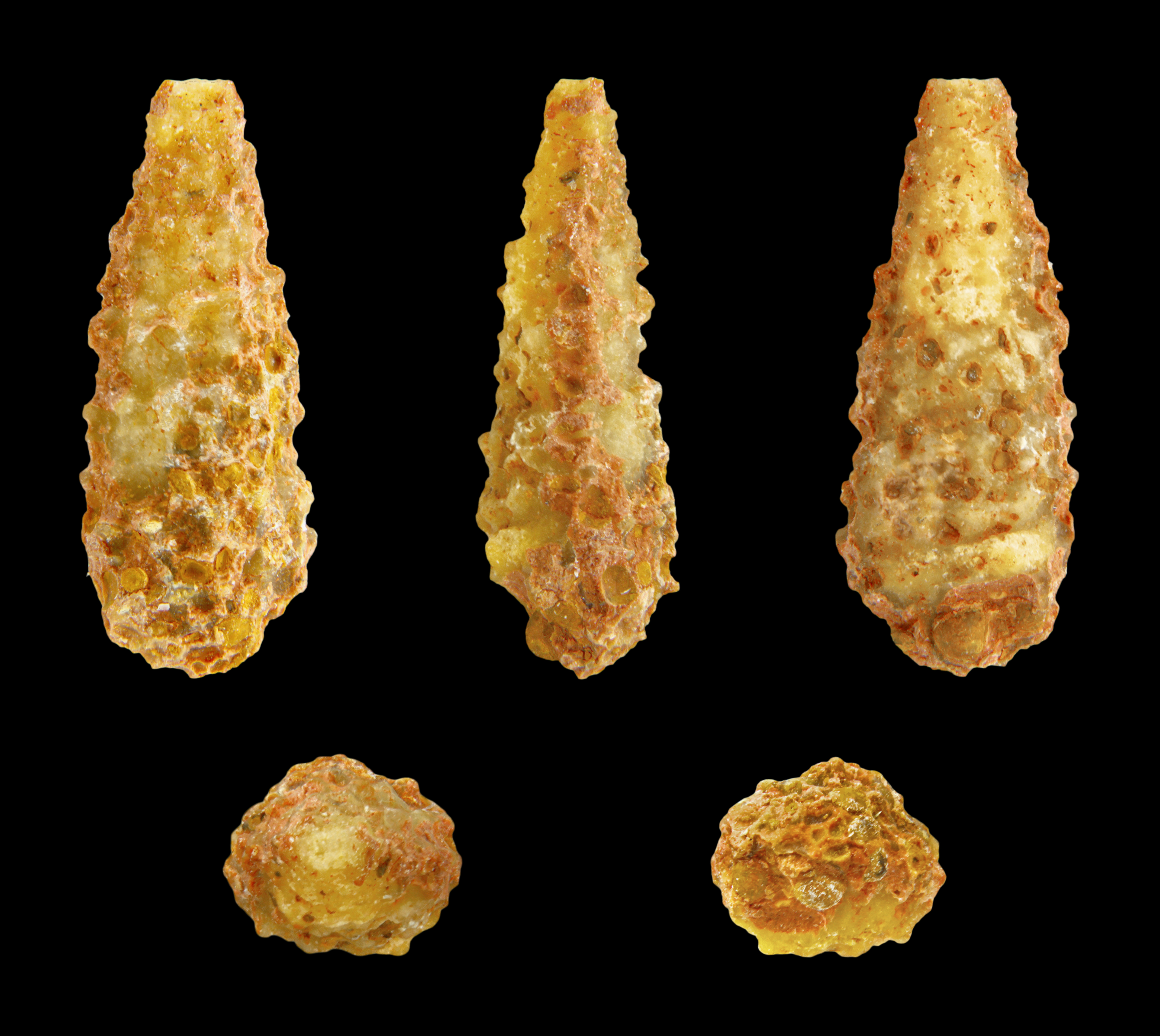
Rhabdocolpus muricatum (Procerithiidae).
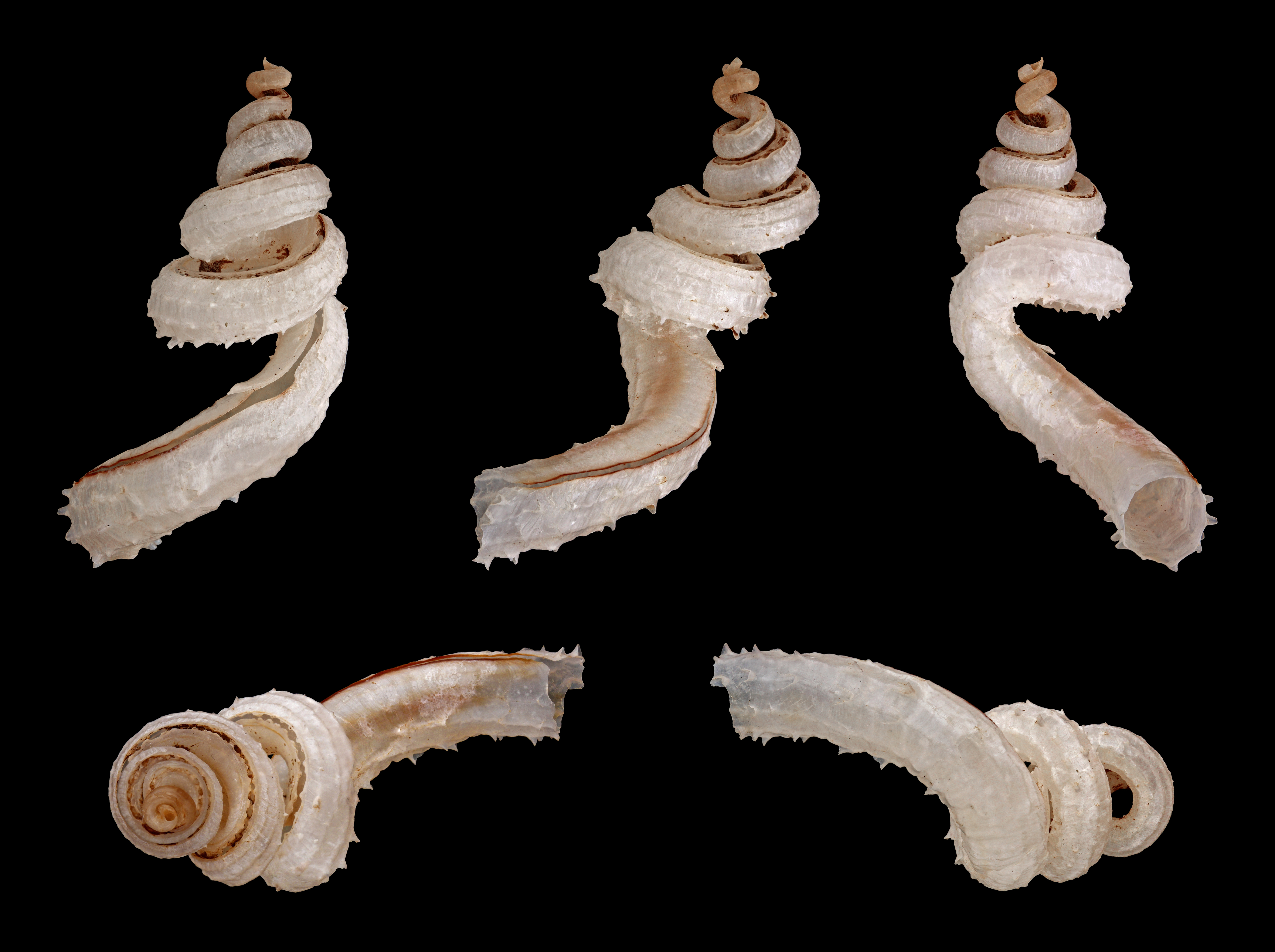
Tenagodus anguinus (Siliquariidae).
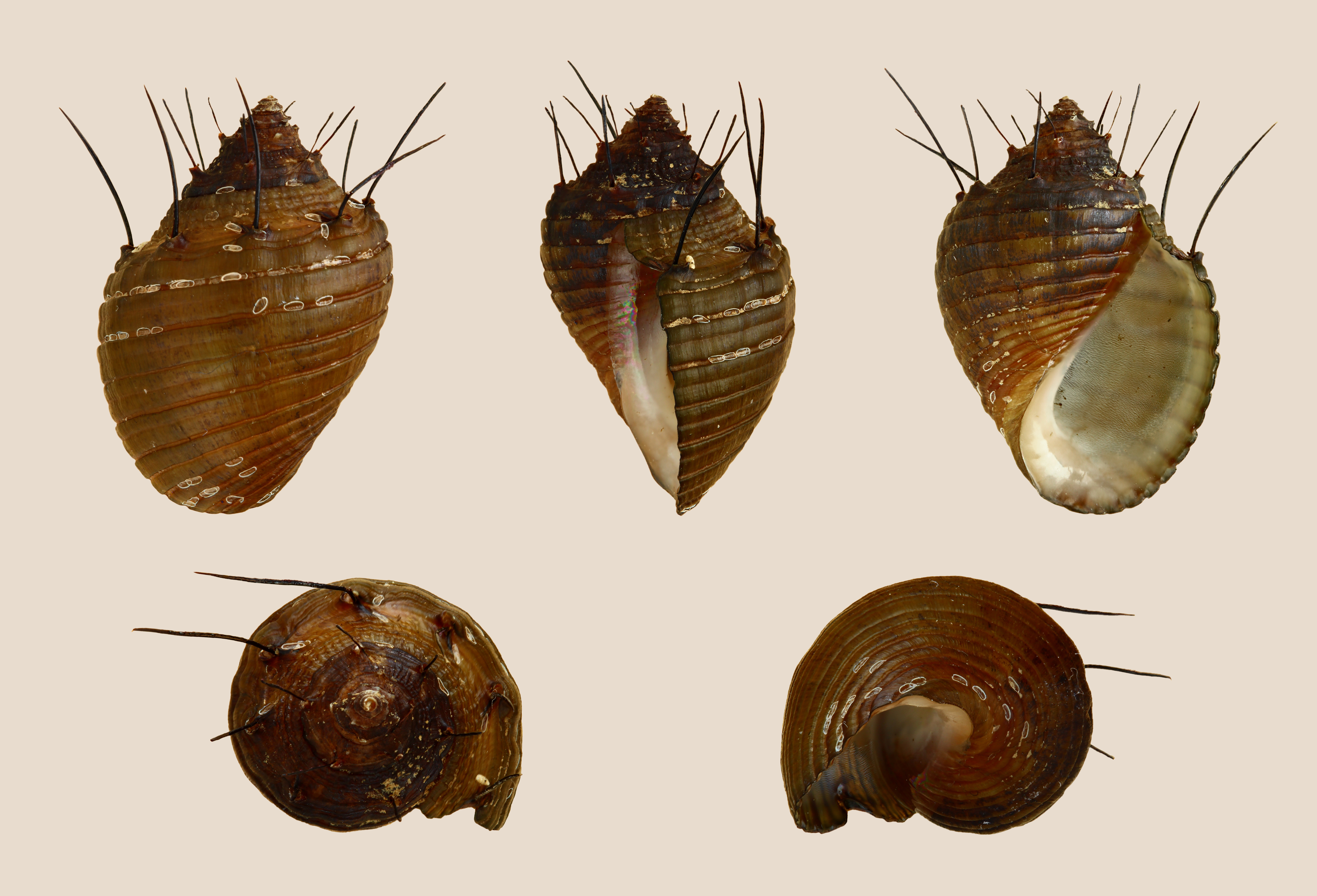
Thiara cancellata (Thiaridae).
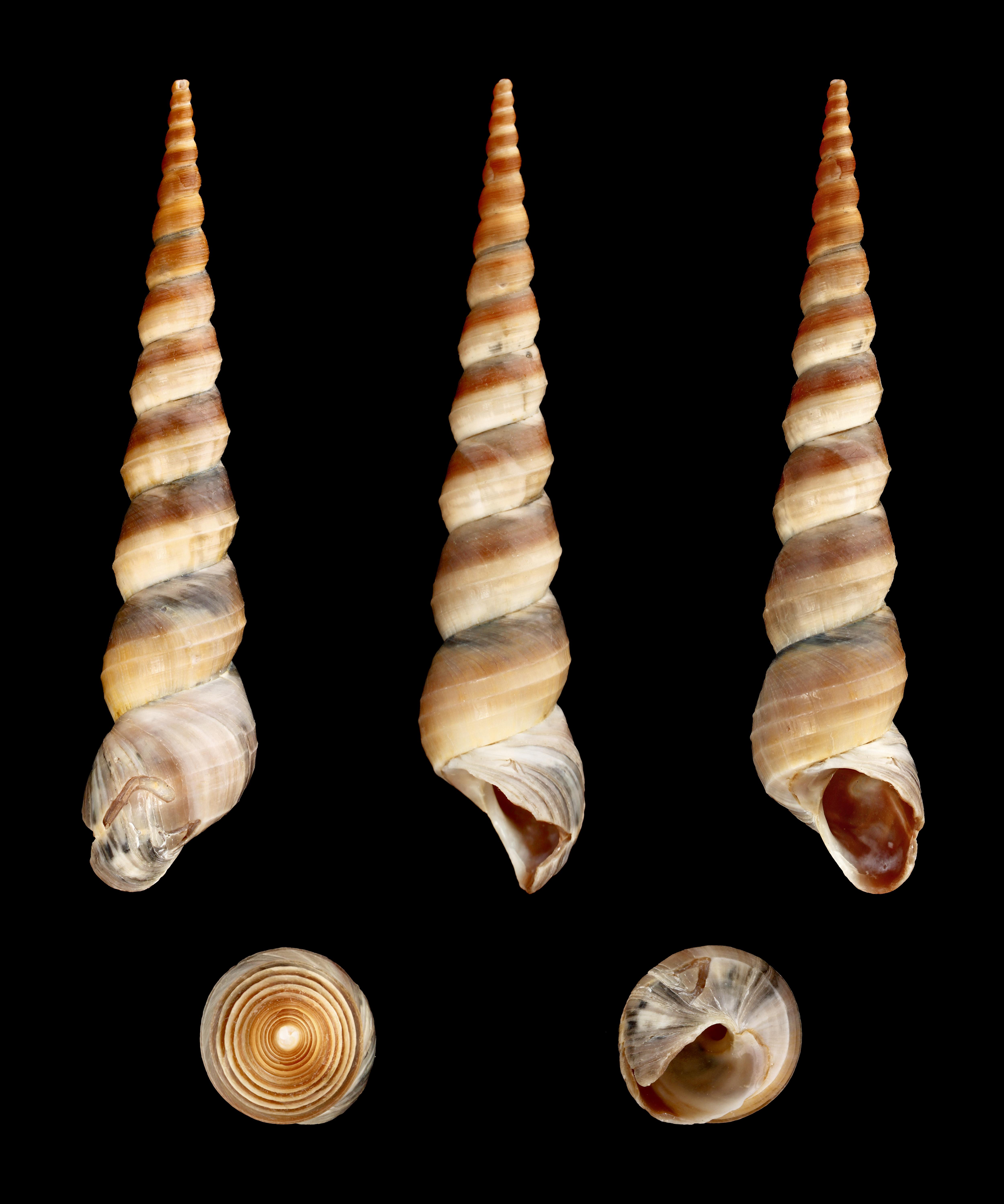
Turritella duplicata (Turritellidae).